# Mikołaj Kabazylas
Mikołaj Kabazylas lub Kabasilas właśc. Mikołaj Chamaetos (gr. Νικόλαος Καβάσιλας, Nikolaos Kabasilas, zm. ok. 1391) – teolog bizantyński, zwolennik palamityzmu, święty prawosławny.

## Życiorys
Mikołaj Kabazylas, a właściwie Mikołaj Chamaetos, przyszedł na świat w I połowie XIV wieku. W młodości był sakelariuszem (zarządcą klasztorów) patriarchatu konstantynopolitańskiego. W okresie walki o tron cesarski pomiędzy Janem VI Kantakuzenem a Janem V Paleologiem posłował z ramienia patriarchy Jana XIV Kalekasa do Jana Kantakuzena. W latach 60. XIV wieku był biskupem Tesaloniki, następcą na tym urzędzie po swoim krewnym Nilu Kabazylasie.

## Pisma
Mikołaj zdobył sławę jako autor O życiu w Chrystusie (Peri tes en Christo zoes, po raz pierwszy wydane przez W. Gassa w Greifswald, w 1849 r. pt. Die Mystik des Nikolaus K. vom Leben in Christo, PG 150, 493–727). Kabazylas przedstawił w nim ideę powszechnego obowiązku świętości w Kościele, która realizuje się przez zjednoczenie ze Zmartwychwstałym Chrystusem w sakramentach, modlitwie, kontemplacji i umartwieniach podejmowanych z radością z miłości do Boga. Autor rozumie sakrament chrztu jako nowe narodziny i zaktualizowanie tajemnic wiary, bierzmowanie – jako tajemnicę daru męstwa i nadziei, eucharystię – jako sakrament odnowienia człowieczeństwa. Początkowe cztery z siedmiu części, z których składa się całe dzieło, opisują ingerencje Boga w świat człowieka. Kolejne trzy mówią o współpracy człowieka poddającego się woli Bożej ze swoim Stwórcą. Dzieło ma charakter komentarza liturgicznego. Kabazylas, za Ojcami Kościoła, powtarza, że wszystkie sakramenty wypływają z modlitwy i wymagają współpracy człowieka z Bogiem, co szczególnie ukazuje na przykładzie sakramentu kapłaństwa, pojednania i komunii.
W swoich pismach Kabazylas wiele miejsca poświęca też liturgii. w Hermeneia tes theias leiturgias (wydał F. Duceusz w 1524) wyjaśnia czynności symboliczne w liturgii i modlitw mszalnych wiążąc je z wydarzeniami z życia Jezusa. Jako pierwszy w Kościele wschodnim, w Eis ten theian leiturgian, że przemiany chleba i wina w Ciało i Krew Chrystusa dokonuje, przyzywany po słowach ustanowienia, w epiklezie, Duch Święty. Prowadził spory z teologami zachodnimi o słowa konsekracji eucharystycznej. Uznając ołtarz za niezbędny do sprawowania sakramentów, zanalizował jego części i ich znaczenie.
W pismach ascetycznych pozostaje zależny od Pseudo-Dionizego Areopagity.